# Широкое (Вольнянский район)
Широкое (укр. Широке, до 2016 г. — Уральское) — село,
Максимовский сельский совет,
Вольнянский район,
Запорожская область,
Украина.
Код КОАТУУ — 2321583006. Население по переписи 2001 года составляло 366 человек.

## Географическое положение
Село Широкое находится на одном из истоков реки Средняя Терса,
на расстоянии в 2 км от села Трудолюбовка и в 3-х км от села Терсянка.

## История
- 1921 год — дата основания.
- 2016 год — село переименовано в "Широкое", прежнее название "Уральское".

## Объекты социальной сферы
- Дом культуры.

## Достопримечательности
- Братская могила советских воинов.